# Weihe (Wüstung)
Weihe ist eine Wüstung bei Fienstedt im Saalekreis in Sachsen-Anhalt. Der Ort lag auf der linken Seite der Saale, gegenüber von Döblitz. Die Dorffläche bildete ein längliches Viereck und hatte einen Umfang von ca. 740 Metern. Weihe wurde schon sehr früh wüst, die Einwohner sind vermutlich nach Fienstedt gezogen, die Flur wurde zwischen Fienstedt und Gödewitz aufgeteilt. Gegen 1830 waren noch Gräben und Wälle zu erkennen. Beim Abfahren von Düngererde fand man viele graubraune Urnen. Heute steht an der Dorfstelle ein großes Gebüsch. 